# Truchas, New Mexico
Truchas, New Mexico (енгл. Truchas) насељено је место без административног статуса у америчкој савезној држави Њу Мексико.

## Демографија
По попису из 2010. године број становника је 560.
| Група             | 2000.    | 2010.       |
| Белци             | 0 (0,0%) | 72 (12,9%)  |
| Афроамериканци    | 0 (0,0%) | 2 (0,4%)    |
| Азијати           | 0 (0,0%) | 0 (0,0%)    |
| Хиспаноамериканци | 0 (0,0%) | 482 (86,1%) |
| Укупно            | 0        | 560         |